# العلاقات السودانية الباهاماسية
العلاقات السودانية الباهاماسية هي العلاقات الثنائية التي تجمع بين السودان وباهاماس.

## مقارنة بين البلدين
هذه مقارنة عامة ومرجعية للدولتين:
| وجه المقارنة                                              | السودان                     | باهاماس      |
| --------------------------------------------------------- | --------------------------- | ------------ |
| المساحة (كم2)                                             | 1.89 مليون                  | 13.88 ألف    |
| عدد السكان (نسمة)                                         | 40.53 مليون                 | 395.36 ألف   |
| الكثافة السكانية (ن./كم²)                                 | 21.44                       | 28.48        |
| العاصمة                                                   | الخرطوم                     | ناساو        |
| اللغة الرسمية                                             | اللغة العربية، لغة إنجليزية | لغة إنجليزية |
| العملة                                                    | جنيه سوداني                 | دولار بهامي  |
| الناتج المحلي الإجمالي (بليون دولار)                      | 117.49 مليار                | 12.16 مليار  |
| الناتج المحلي الإجمالي (تعادل القوة الشرائية) بليون دولار | 176.55 مليار                | 8.92 مليار   |
| الناتج المحلي الإجمالي الاسمي للفرد دولار أمريكي          | 2.41 ألف                    | 22.82 ألف    |
| الناتج المحلي الإجمالي للفرد دولار أمريكي                 | 4.07 ألف                    |              |
| مؤشر التنمية البشرية                                      | 0.479                       | 0.790        |
| رمز المكالمات الدولي                                      | +249                        | +1242        |
| رمز الإنترنت                                              | سودان                       | .bs          |
| المنطقة الزمنية                                           | ت ع م+03:00، ت ع م+02:00    | 00           |

## منظمات دولية مشتركة
يشترك البلدان في عضوية مجموعة من المنظمات الدولية، منها:
| علم المنظمة | اسم المنظمة                                 | تاريخ انضمام السودان | تاريخ انضمام باهاماس |
| ----------- | ------------------------------------------- | -------------------- | -------------------- |
|             | الاتحاد البريدي العالمي                     | ?                    | ?                    |
|             | يونسكو                                      | 26 نوفمبر 1956       | 23 أبريل 1981        |
|             | البنك الدولي للإنشاء والتعمير               | 5 سبتمبر 1957        | 21 أغسطس 1973        |
|             | وكالة ضمان الاستثمار متعدد الأطراف          | 7 نوفمبر 1991        | 4 أكتوبر 1994        |
|             | الاتحاد الدولي للاتصالات                    | 23 أكتوبر 1957       | 19 أغسطس 1974        |
|             | منظمة الشرطة الجنائية الدولية               | ?                    | ?                    |
|             | مؤسسة التمويل الدولية                       | 21 أكتوبر 1960       | 8 ديسمبر 1986        |
|             | الأمم المتحدة                               | 12 نوفمبر 1956       | 18 سبتمبر 1973       |
|             | مجموعة دول أفريقيا والكاريبي والمحيط الهادئ | ?                    | ?                    |
|             | مؤسسة التنمية الدولية                       | 24 سبتمبر 1960       | 23 يونيو 2008        |
|             | الفريق المعني برصد الأرض                    | ?                    | ?                    |
|             | منظمة حظر الأسلحة الكيميائية                | ?                    | ?                    |
|             | المركز الدولي لتسوية المنازعات الاستشارية   | 9 مايو 1973          | 18 نوفمبر 1995       |

## وصلات خارجية
- موقع وزارة الخارجية السودانية